# Where in Time Is Carmen Sandiego?
Where in Time Is Carmen Sandiego? är ett datorspel utvecklat av Brøderbund, och ursprungligen utgivet i augusti 1989.
Spelet porterades till diverse olika maskiner, bland dem: Apple II (1989), Amiga (1990), Commodore 64/128 (1990), Macintosh (1990, IBM PC Compatible (1990),  DOS (1990),  NES (1991), Sega Mega Drive (1992) och SNES (1993).
Spelet såldes i över 100 000 exemplar från släppet i augusti 1989, och fram till januari 1990, och spelet blev ett av de bäst säljande under julhelgen 1989-1990.

## Handling
I spelet färdas man genom tiden för att samla in de bevis som behövs för att arrestera Carmen Sandiego och hennes anhängare.

### Fotnoter
1. ↑  ”Where in Time Is Carmen Sandiego?”. NES DB. Arkiverad från originalet den 2 maj 2014. https://web.archive.org/web/20140502004932/http://www.nesdb.se/game_more.php?id=1569&rid=1. Läst 1 maj 2014.
2. ↑  Woods, Nick. ”Where in Time Is Carmen Sandiego? Synopsis”. allgame. Arkiverad från originalet den 14 november 2014. https://web.archive.org/web/20141114145141/http://www.allgame.com/game.php?id=11902. Läst 1 maj 2014.
3. ↑  ”Where in Time is Carmen Sandiego?”. MobyGames. http://www.mobygames.com/game/where-in-time-is-carmen-sandiego. Läst 1 maj 2014.
4. ↑  ”Carmen Sandiego is on Fire”. San Jose Mercury News. 21 januari 1990. Arkiverad från originalet den 2 maj 2014. https://web.archive.org/web/20140502001337/http://nl.newsbank.com/nl-search/we/Archives?p_product=SJ&s_site=mercurynews&p_multi=SJ&p_theme=realcities&p_action=search&p_maxdocs=200&p_topdoc=1&p_text_direct-0=0EB7317D32F5DCAA&p_field_direct-0=document_id&p_perpage=10&p_sort=YMD_date:D&s_trackval=GooglePM. Läst 1 maj 2014.